# Terespol
Terespol je město v Polsku v Lublinském vojvodství. V roce 2007 zde žilo 5 998 obyvatel.
Terespol leží u hranice s Běloruskem u hraniční řeky Západní Bug, naproti běloruskému městu Brest. Je vzdálený 193 km od Varšavy, 452 km od Krakova, 161 km od Lublinu, 372 km od Minsku, 590 km od Ostravy a od Prahy 946 km.